# Eritema marginatum
O Eritema marginatum é uma lesão descrita com a presença de máculas ou pápulas avermelhadas no tronco e nas superfícies internas dos membros, que surgem e desaparecem durante vários meses.  A lesão tem forma de um círculo de bordas irregulares. É encontrado principalmente em superfícies extensoras.
Uma associação com a bradicinina tem sido proposta no caso de angioedema hereditário.